# Niveen Khashab
Niveen Khashab née le  13 juillet 1981 à Beyrouth est une chimiste libanaise spécialisée en chimie analytique. Elle est professeure agrégée en sciences et génie chimique à l'université des sciences et technologies du Roi Abdallah. Elle est lauréate du Prix L'Oréal-Unesco pour les femmes et la science 2017 pour sa contribution au développement de matériaux hybrides intelligents destinés à améliorer le ciblage des médicaments et pour le développement de nouvelles techniques pour suivre l’activité d’antioxydants au cœur des cellules.

## Carrière
Niveean Khashab étudie la chimie et obtient un  Baccalauréat universitaire en sciences (équivalent à la licence) en 2002 à l'Université américaine de Beyrouth. Elle poursuit ses études  l'Université de Floride et obtient un  doctorat en chimie en 2006 sur des nouveaux réactifs. Elle effectue ses recherches postdoctorales à l'université de Californie à Los Angeles et à l'université Northwestern dans le laboratoire de James Fraser Stoddart. 
Elle est professeure agrégée à l'université des sciences et technologies du Roi Abdallah depuis 2009.
Ses recherches portent sur la conception, la synthèse et les applications des nanomatériaux programmables "intelligents" notamment dans le domaine de l'imagerie médicale, des nanocomposites  pour des applications industrielles et environnemental avec la synthèse de membranes.